# États d'âme
Pour plus de détails, voir Fiche technique et Distribution.
États d'âmes est un film français réalisé par Jacques Fansten, sorti en 1986.

## Synopsis
Le soir du 10 mai 1981 à la Bastille, cinq amis rencontrent Marie, une jeune femme enceinte.

## Fiche technique
- Titre : États d'âme
- Réalisation : Jacques Fansten
- Scénario : Jacques Fansten
- Directeur de la photographie : Dominique Chapuis
- Musique : Jean-Marie Sénia
- Montage : Nicole Saunier
- Genre : comédie dramatique
- Durée : 101 minutes
- Date de sortie : 28 mai 1986

## Distribution
- Tchéky Karyo : Bertrand
- Robin Renucci : Maurice
- Xavier Deluc : Michel
- Jean-Pierre Bacri : Romain
- François Cluzet : Pierrot
- Sandrine Dumas : Marie
- Nathalie Nell : Martine
- Zabou Breitman : Hélène
- Michel Baumann